# Козобон
Козобон (фр. Cazaubon) насеље је и општина у јужној Француској у региону Миди Пирене, у департману Жерс која припада префектури Кондом.
По подацима из 2011. године у општини је живело 1728 становника, а густина насељености је износила 31,06 становника/km². Општина се простире на површини од 55,64 km². Налази се на средњој надморској висини од 124 метара (максималној 183 m, а минималној 92 m).

## Демографија
| 1962. | 1968. | 1975. | 1982. | 1990. | 1999. | 2011. |
| ----- | ----- | ----- | ----- | ----- | ----- | ----- |
| 1.681 | 1.691 | 1.638 | 1.635 | 1.605 | 1.545 | 1.728 |

График промене броја становника у току последњих година